# Carlos Monín
Pour les articles homonymes, voir Monin (homonymie).
Carlos Monín (parfois orthographié Monnín), né le 18 juillet 1939 à Concepcion (Paraguay) et mort le 6 janvier 2023, est un footballeur et entraîneur paraguayen.

## Biographie
Footballeur précoce, Monín se fait remarquer en 1955 avec l'équipe de son école lors de deux tournois à Asuncion, la capitale du pays, puis à Buenos Aires en Argentine. L'année suivante, il est recruté par le Cerro Porteño, un des grands clubs du pays, basé à Asuncion, où il débute en 1958. À 19 ans, il fait ses débuts en équipe nationale et dispute notamment le Championnat sud-américain de 1959 en Équateur, dont il joue les quatre matchs. En 1960, il est transféré au Flamengo, un des plus grands clubs du Brésil, où il joue un an,,, avant de revenir à Cerro Porteño où il remporte le championnat du Paraguay en 1961 et dispute la Copa Libertadores de 1962. En 1961 et 1962, il est de nouveau sélectionné en équipe nationale, en Taça Oswaldo Cruz et lors des éliminatoires de la Coupe du monde 1962. Le nombre total de sélections n'est pas certain, mais il serait de 18. 
En 1962 il traverse l'Océan atlantique et signe à Toulouse, en première division, où il s'engage pour deux ans. Il y joue peu les premiers mois mais s'impose progressivement au poste d'arrière central, où il brille par sa dureté et sa puissance. En 1967, le club fusionne avec le Red Star Olympique audonien et s'installe à Saint-Ouen. Carlos Monín et la plupart de ses coéquipiers poursuivent leur carrière dans le nouveau club, le Red Star FC. En septembre 1969, il a le malheur de briser la jambe de l'attaquant international français Fleury Di Nallo, un geste qui entretient sa réputation. Monin joue ainsi en Division 1 jusqu'en 1973,, quand le club est relégué en deuxième division.
En 1974, il devient entraîneur de la réserve, avec laquelle il joue encore régulièrement. En 1978, le club dépose le bilan. Il reste cependant à Saint-Ouen et s'investit dans l'AS Red Star, nouveau club reparti de Division d'honneur, dont il est l'entraîneur-joueur la première saison. 
Il est engagé en 1979 comme entraîneur par le Club athlétique de Mantes-la-Ville, ancien club de D2 tombé en quatrième division. Il y reste jusqu'à la saison 1983-1984. Après la relégation du club en Division d'honneur 1984, il décide de rentrer au Paraguay.
Il meurt le 6 janvier 2023, à l'âge de 83 ans.

## Statistiques
| Saison                | Club                  | Championnat           | Championnat | Championnat | Coupe(s) nationale(s) | Coupe(s) nationale(s) | Compétition(s) continentale(s) | Compétition(s) continentale(s) | Compétition(s) continentale(s) | Total | Total |
| Saison                | Club                  | Division              | M.          | B.          | M.                    | B.                    | Comp.                          | M.                             | B.                             | M.    | B.    |
| 1958                  | Cerro Porteño         | D1                    | -           | -           | -                     | -                     | -                              | -                              | -                              | 0     | 0     |
| 1959                  | Cerro Porteño         | D1                    | -           | -           | -                     | -                     | -                              | -                              | -                              | 0     | 0     |
| 1960                  | CR Flamengo           | RJ                    | 28          | 0           | -                     | -                     | -                              | -                              | -                              | 28    | 0     |
| 1961                  | Cerro Porteño         | D1                    | -           | -           | -                     | -                     | -                              | -                              | -                              | 0     | 0     |
| 1962                  | Cerro Porteño         | D1                    | -           | -           | -                     | -                     | CL                             | 4                              | 0                              | 4     | 0     |
| 1962-1963             | Toulouse FC           | D1                    | 13          | 0           | 2                     | 0                     | -                              | -                              | -                              | 15    | 0     |
| 1963-1964             | Toulouse FC           | D1                    | 22          | 1           | 3                     | 0                     | -                              | -                              | -                              | 25    | 1     |
| 1964-1965             | Toulouse FC           | D1                    | 33          | 0           | 5                     | 0                     | -                              | -                              | -                              | 38    | 0     |
| 1965-1966             | Toulouse FC           | D1                    | 35          | 0           | 5                     | 0                     | -                              | -                              | -                              | 40    | 0     |
| 1966-1967             | Toulouse FC           | D1                    | 33          | 1           | 5                     | 0                     | CVF                            | 2                              | 0                              | 40    | 1     |
| 1967-1968             | Red Star              | D1                    | 38          | 1           | 5                     | 0                     | -                              | -                              | -                              | 43    | 1     |
| 1968-1969             | Red Star              | D1                    | 28          | 1           | 1                     | 0                     | -                              | -                              | -                              | 29    | 1     |
| 1969-1970             | Red Star              | D1                    | 34          | 0           | 2                     | 0                     | -                              | -                              | -                              | 36    | 0     |
| 1970-1971             | Red Star              | D1                    | 38          | 0           | 6                     | 1                     | -                              | -                              | -                              | 44    | 1     |
| 1971-1972             | Red Star              | D1                    | 35          | 1           | 5                     | 0                     | -                              | -                              | -                              | 40    | 1     |
| 1972-1973             | Red Star              | D1                    | 16          | 1           | 2                     | 0                     | -                              | -                              | -                              | 18    | 1     |
| Total sur la carrière | Total sur la carrière | Total sur la carrière | 353         | 6           | 41                    | 1                     | -                              | 6                              | 0                              | 400   | 7     |

## Palmarès
- Champion du Paraguay en 1961 (Cerro Porteño)